# Западно-Коннозаводческий район
Западно-Коннозаводческий район — административно-территориальная единица, существовавшая в РСФСР с 1924 по 1930 годы.
Административный центр — посёлок Целина.

## История
Западно-Коннозаводческий район был образован в июне 1924 года (земли района до революции принадлежали коннозаводчикам).
C июня 1924 года по август 1930 года район входил в состав Сальского округа Северо-Кавказского края.
В 1930 году с упразднением округов Западно-Коннозаводческий район переименовывается в Гигантовский район, который перешёл в прямое подчинение Северо-Кавказского края, районный центр был перенесён в посёлок зерносовхоза Гигант. Гигантовский район упразднён в январе 1931 года, а его территория вошла в состав Сальского района.